# Fața Pietrii
Fața Pietrii – wieś w Rumunii, w okręgu Alba, w gminie Stremț. W 2011 roku liczyła 63 mieszkańców.